# HD 107610
HD 107610, är en orange jättestjärna i Jakthundarnas stjärnbild.
HD 107610 har en visuell magnitud av ungefär +6,3 och är svagt synlig för blotta ögat vid mycket god seeing.